# آمیب آزادزی
آمیب آزادزیبه‌طور کلی انگل‌ها به دو زیر سلسله تقسیم می‌شود که شامل تک یاخته‌ها و پریاخته‌ها متازوآها هستند. تک یاخته‌ها موجوداتی تک سلولی هستند که انفرادی یا به شکل کلنی زندگی می‌کنند.
هر تک یاخته یک واحد کامل است. تک یاخته‌های مهم انسانی در چهار شاخه قرار می‌گیرند.
1. اپی کمپلکسا
2. سارکوماستیگوفورا
3. سیلیوفورا
4. میکروسپورا

انسان برای برخی از آن‌ها میزبان طبیعی و برای برخی دیگر میزبان اتفاقی محسوب می‌شود. بعضی از آن‌ها مثل انتامبا هیستولیتیکا برای میزبان خود کاملاً بیماری‌زا بوده بعضی مانند انتامبا پولکی که میزبان اصلی خوک و میمون است باعث اختلالات خفیف و اسهال در انسان می‌شود.